# 11135 Рьокамі
11135 Рьокамі (11135 Ryokami) — астероїд головного поясу, відкритий 3 грудня 1996 року.
Тіссеранів параметр щодо Юпітера — 3,274.
Названо на честь Рьокамі (яп. りょうかみ(両神) рьо:камі).